# 丹科海岸
64°42′S 62°0′W / 64.700°S 62.000°W

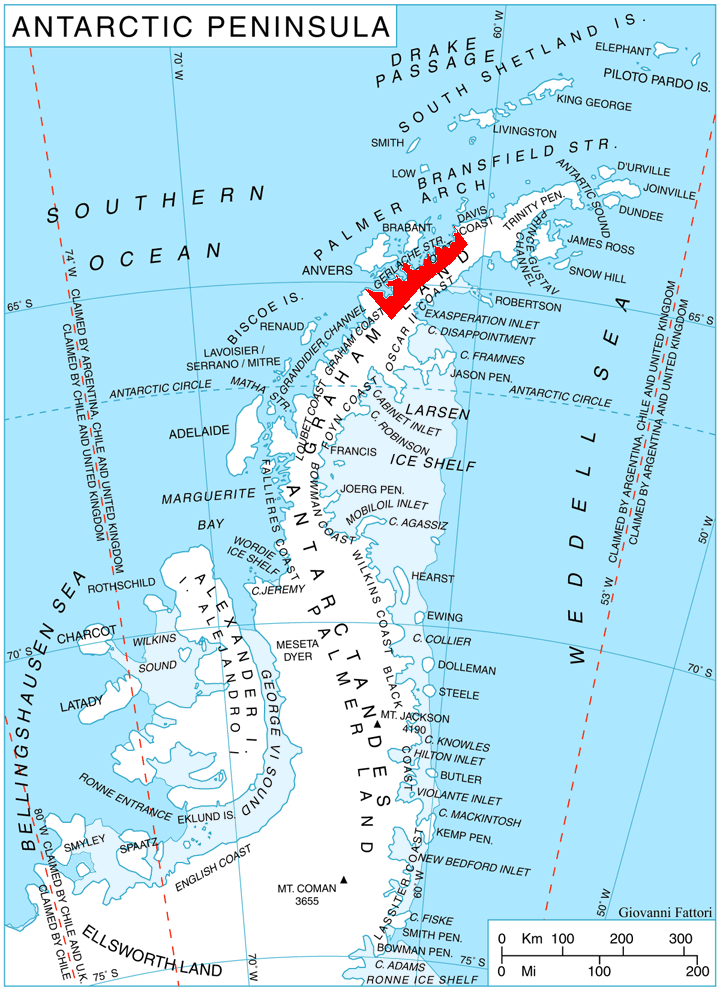

丹科海岸（英語：Danco Coast）是南極洲的海岸，位於南極半島西岸，屬於葛拉漢地的一部分，處於斯特內克角和雷納德角之間，在1898年由比利時探險隊踏足。